# Mary & George
Mary & George è una miniserie televisiva britannica, ideata e scritta da D. C. Moore e tratta dal saggio di Benjamin Woolley The King's Assassin.

## Trama
Inghilterra, 1592. Per favorire l'ascesa sociale della famiglia, Mary Villiers fa in modo che il figlio George entri nelle grazie di Giacomo I d'Inghilterra.

## Puntate
| nº | Titolo originale              | Titolo italiano                        | Prima TV UK  | Prima TV Italia |
| -- | ----------------------------- | -------------------------------------- | ------------ | --------------- |
| 1  | The Second Son                | Il secondogenito                       | 5 marzo 2024 | 7 aprile 2024   |
| 2  | The Hunt                      | La caccia                              | 5 marzo 2024 | 7 aprile 2024   |
| 3  | Not So Much as Love as by Awe | Non tanto per amore, quanto per timore | 5 marzo 2024 | 14 aprile 2024  |
| 4  | The Wolf & the Lamb           | Il lupo e l'agnello                    | 5 marzo 2024 | 14 aprile 2024  |
| 5  | The Golden City               | La città d'oro                         | 5 marzo 2024 | 21 aprile 2024  |
| 6  | The Queen Is Dead             | La regina è morta                      | 5 marzo 2024 | 21 aprile 2024  |
| 7  | War                           | Guerra                                 | 5 marzo 2024 | 28 aprile 2024  |

## Personaggi e interpreti

### Principali
- Mary Villiers, interpretata da Julianne Moore, doppiata da Roberta Greganti.
Ambiziosa e avida donna, madre di George, Christopher e John. In George trova la capacità di diventare una figura di importanza politica.
- George Villiers, interpretato da Nicholas Galitzine, doppiato da Flavio Aquilone.
Secondo figlio di Mary, venne mandato dalla madre  alla corte francese dove impara le arti di corte, inclusa la scherma e la danza. Una volta giunto alla corte inglese, divenne rapidamente il secondo favorito e amante di re Giacomo.
- Re Giacomo, interpretato da Tony Curran, doppiato da Alberto Bognanni.
Re di Inghilterra, Irlanda e Scozia e marito di Anna.
- Robert Carr, conte di Somerset, interpretato da Laurie Davidson, doppiato da Manuel Meli.
Primo favorito di re Giacomo, Lord ciambellano e consigliere privato.
- Sir Thomas Compton, interpretato da Sean Gilder, doppiato da Alberto Angrisano.
Secondo marito di Mary.
- Francis Bacon, interpretato da Mark O'Halloran, doppiato da Stefano Thermes.
Procuratore generale, statista, uomo di legge e filosofo.
- Frances Howard, interpretata da Pearl Chanda, doppiata da Ilaria Latini.
Moglie di Robert.
- Regina Anna, interpretata da Trine Dyrholm, doppiata da Laura Romano.
Moglie di Giacomo e regina consorte.
- Sir George Villiers, interpretato da Simon Russell Beale, doppiato da Marco Mete.
Marito crudele e violento di Mary e padre di George, Christopher, John e Susan.
- Sandie Brookes, interpretata da Niamh Algar, doppiata da Valentina Favazza.
Prostituta irlandese e in seguito amante e aiutante di Mary.
- Sir Edward Coke, interpretato da Adrian Rawlins, doppiato da Franco Mannella.
Giudice capo e marito di Elizabeth.
- Principe Carlo, interpretato da Samuel Blenkin, doppiato da Stefano Broccoletti.
Figlio di Giacomo e Anna e futuro re di Inghilterra.
- Frances Coke, interpretata da Amelia Gething, doppiata da Alice Venditti.
Moglie di John e cognata di George.
- Lady Elizabeth Hatton, interpretata da Nicola Walker, doppiata da Chiara Colizzi.
Dama di compagnia della regina consorte Anna, moglie di Edward e madre di Frances.
- Mary, interpretata da Kate Fleetwood, doppiata da Rosella Acerbo.
Veggente e strega coinvolta nell'avvelenamento di Sir Thomas Overbury.
- Katherine Manners, interpretata da Mirren Mack, doppiata da Emanuela Ionica.
Ereditiera e moglie di George, conosciuta come la donna più ricca di Inghilterra.
- Diego Sarmiento de Acuña, conte di Gondomar, interpretato da Unax Ugalde, doppiato da Francesco Venditti.
Ambasciatore spagnolo.
- Sir Walter Raleigh, interpretato da Joseph Mawle, doppiato da Christian Iansante.
Navigatore ed esploratore del Sud America alla ricerca di El Dorado.

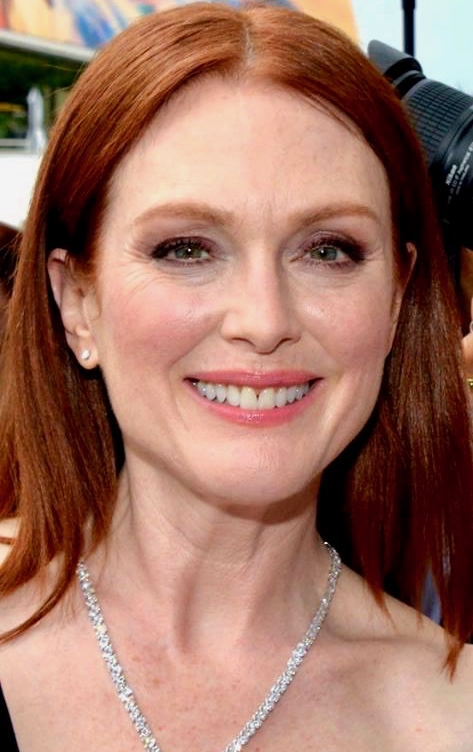
Julianne Moore
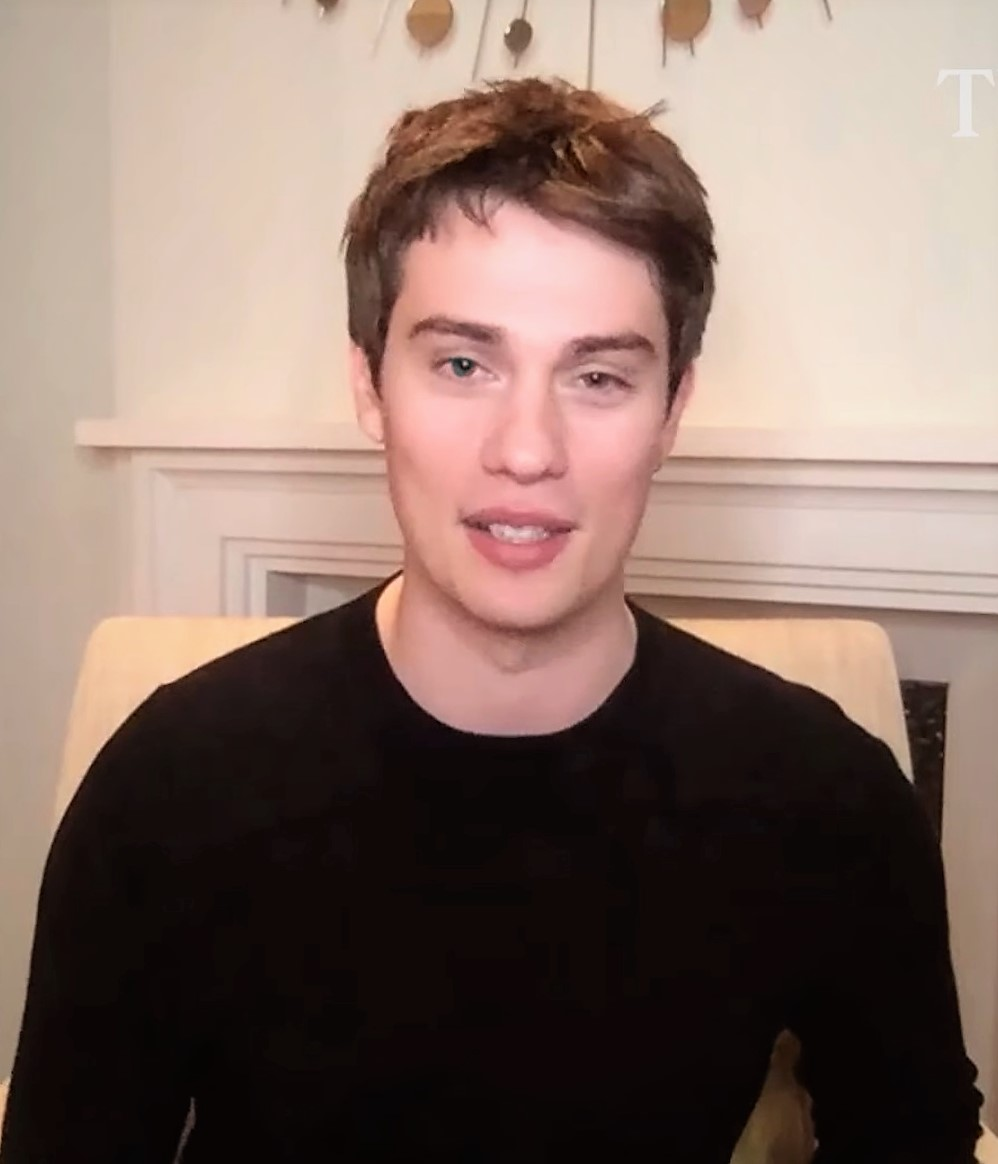
Nicholas Galitzine
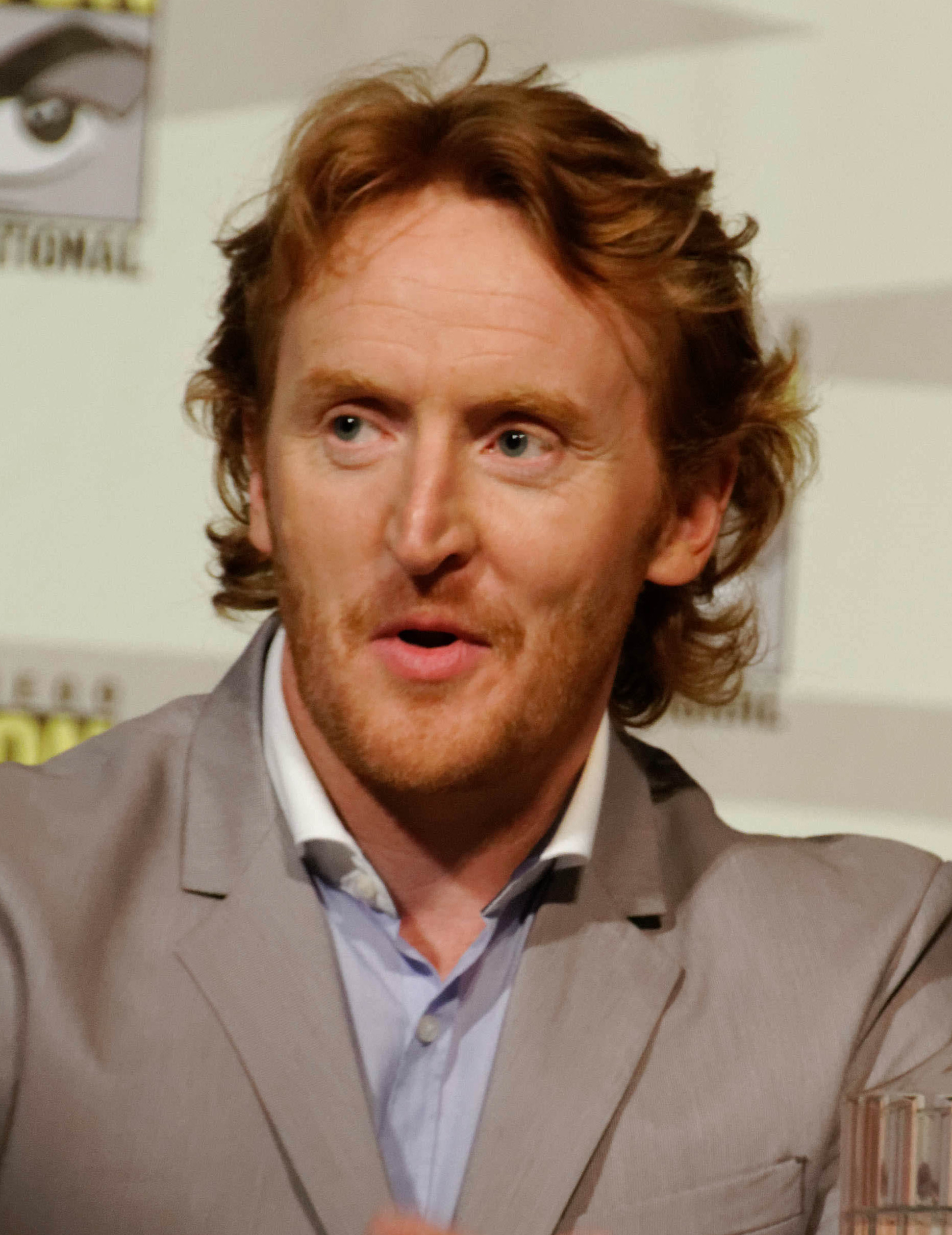
Tony Curran
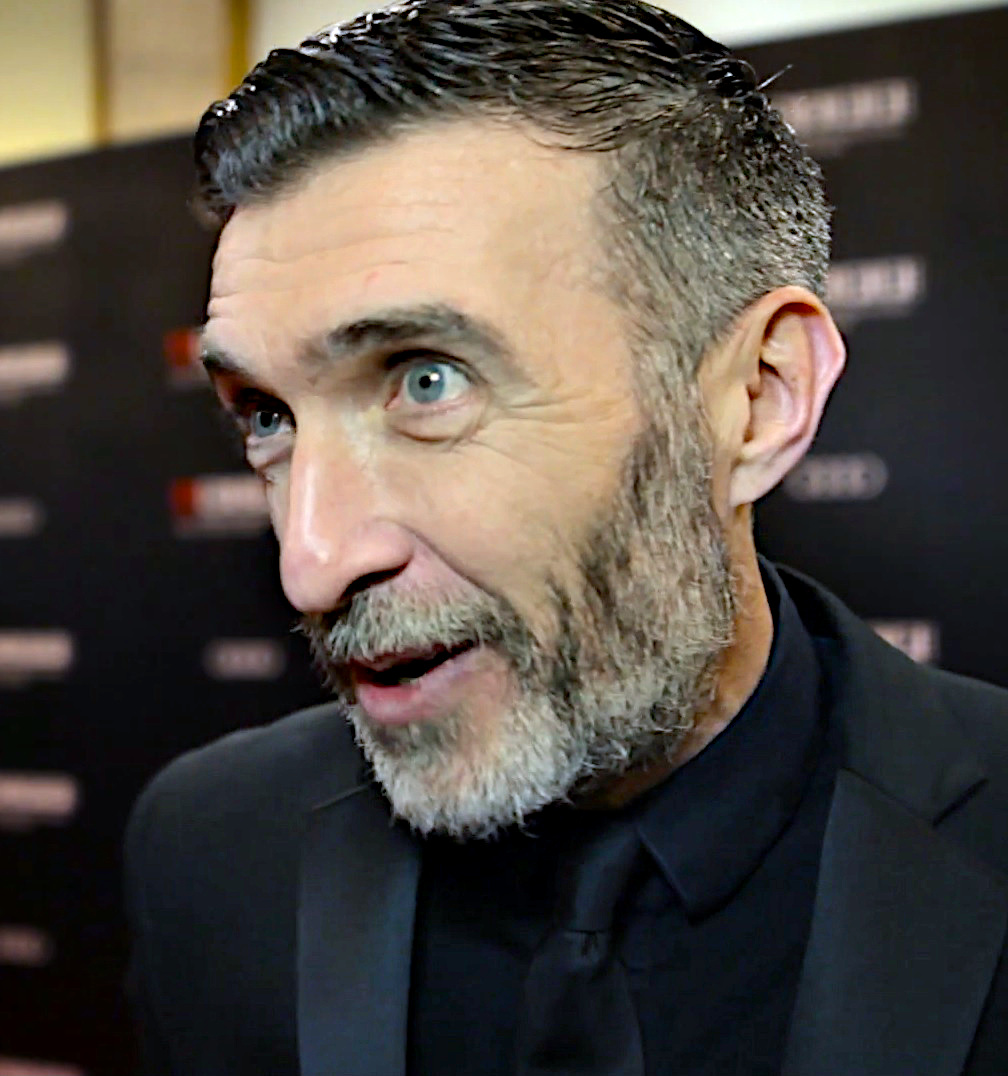
Mark O'Halloran
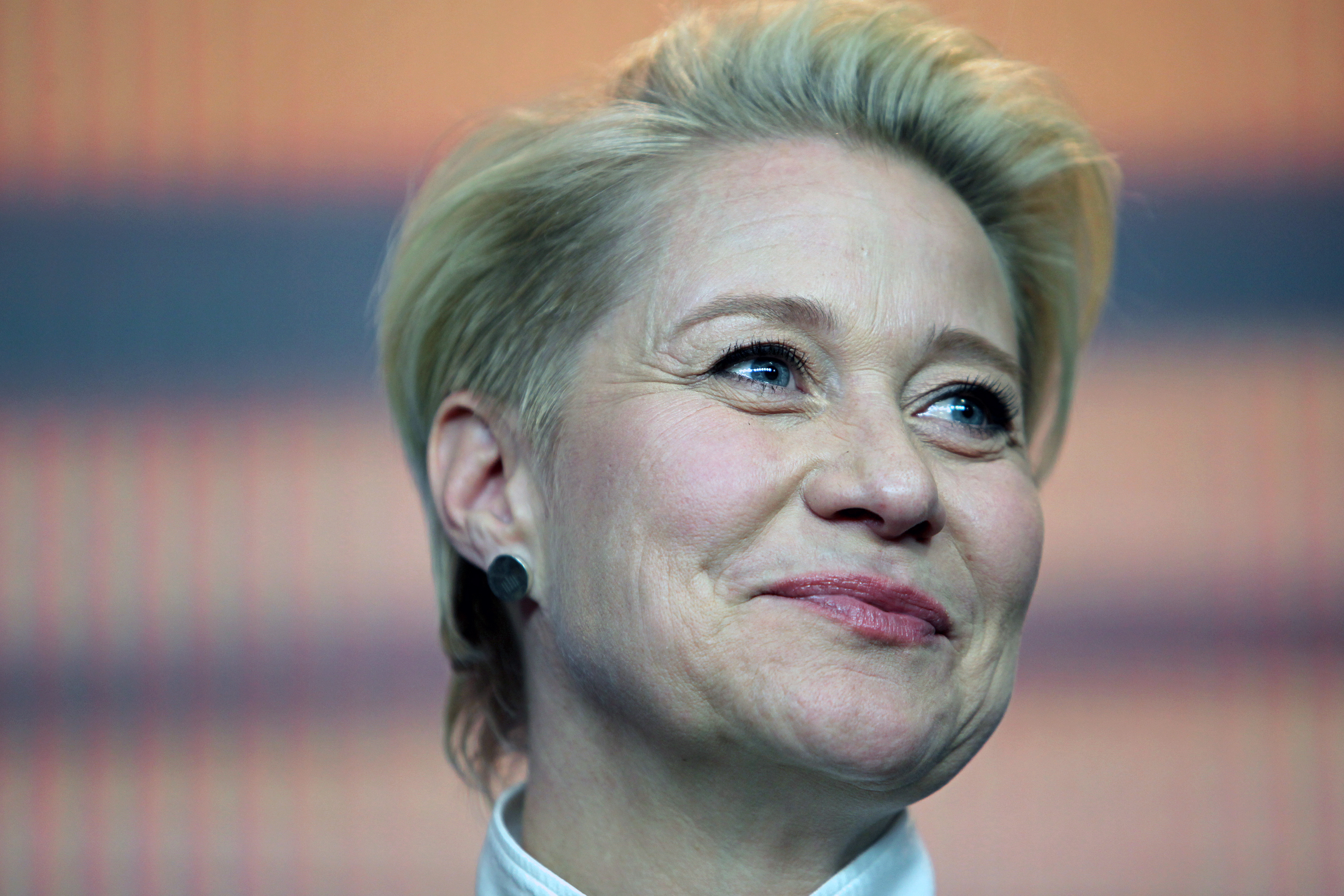
Trine Dyrholm
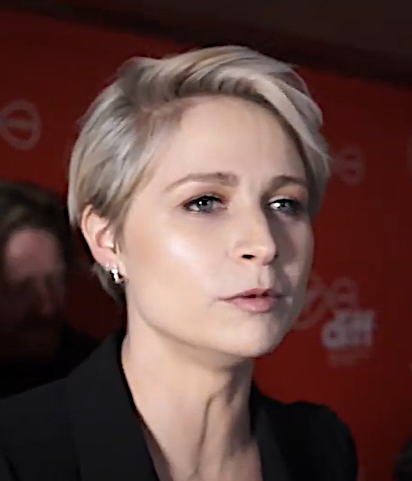
Niamh Algar
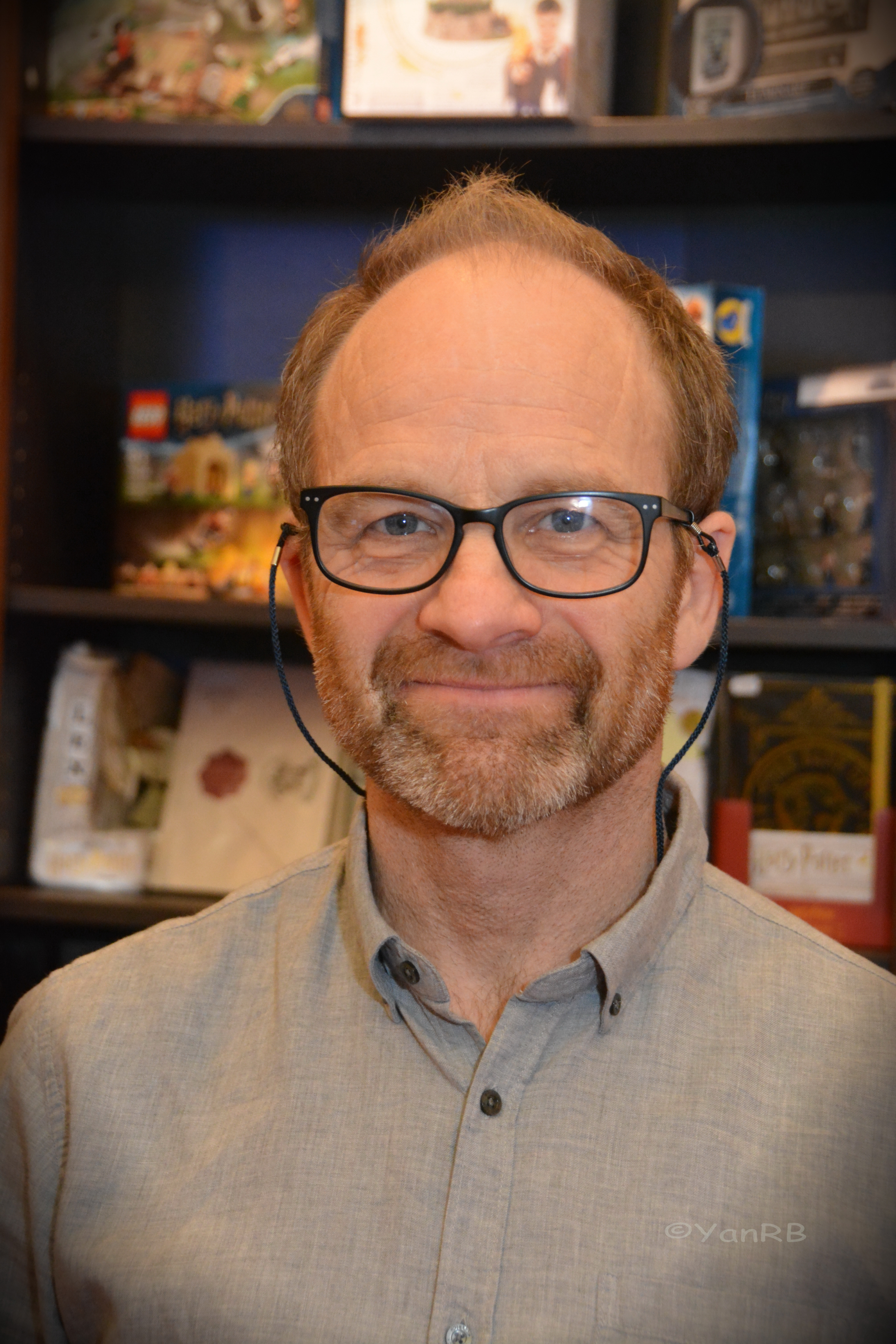
Adrian Rawlins
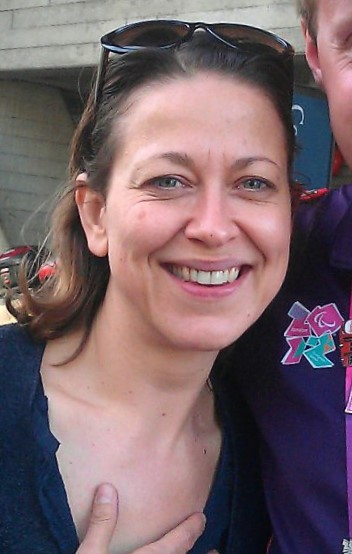
Nicola Walker

### Ricorrenti
- Christopher "Kit" Villiers, interpretato da Jacob McCarthy, doppiato da Federico Campaiola.
Terzo figlio di Mary, fratello minore di George e John.
- John Villiers, interpretato da Tom Victor, doppiato da Mirko Cannella.
Primogenito di Mary, fratello maggiore di George.
- Susan Villiers, interpretata da Alice Grant, doppiata da Giulia Catania.
Sorella maggiore di George.
- Laura Ashcattle, interpretata da Rina Mahoney, doppiata da Giulia Franceschetti.
Governante dei Villiers.
- Jenny, interpretata da Emily Fairn, doppiata da Lucrezia Marricchi.
Domestica e amante di George.
- Anne Turner, interpretata da Lydia Fleming, doppiata da Gaia Bolognesi.
Dama di compagnia di Frances.
- Sir David Graham, interpretato da Angus Wright, doppiato da Stefano Benassi.
Nobile nella corte di re Giacomo che trama con Mary ed escogitano un piano per far avvicinare George al re.

### Guest
- Xander, interpretato da Ankur Bahl, doppiato da Fabrizio Vidale.
Contabile di Mary.
- Jean, interpretato da Khalil Ben Gharbia, doppiato da Ezzedine Ben Nekissa.
Educatore di George in Francia.
- Vincent, interpretato da Dimitri Gripari.
Assistente e amante di Jean.
- Re Cristiano, interpretato da David Weiss.
Re di Danimarca e cognato di Giacomo.
- Conte di Essex, interpretato da Matt Barkley, doppiato da Gabriele Vender.
Primo marito di Frances.
- Peter Carr, interpretato da Dylan Brady, doppiato da Alessandro Campaiola.
Cugino di Robert e ufficiale della guardia scozzese.
- Harrison, interpretato da Jamie Michie, doppiato da Francesco De Francesco.
Capitano sotto il comando di Raleigh.
- Cassie, interpretata da Cat Simmons, doppiata da Valentina Stredini.
Prigioniera liberata insieme a Sandie.
- Olivares, interpretato da Àlex Brendemühl, doppiato da Alessandro Budroni.
Negoziatore spagnolo.
- John Felton, interpretato da Robert Lonsdale, doppiato da Ezio Conenna.

## Produzione
Nell'ottobre 2022 è stato annunciato che Julianne Moore avrebbe interpretato la madre di George Villiers in una nuova miniserie televisiva e nel gennaio successivo Nicholas Galitzine si è unito al cast nel ruolo di George. Le riprese si sono svolte in Inghilterra tra il gennaio e il maggio 2023 a Londra, Old Hunstanton e nelle residenze storiche di Knole House e Ham House.

## Promozione
Il primo trailer è stato pubblicato il 16 novembre 2023.

## Distribuzione
NBCUniversal Global Distribution gestisce la distribuzione internazionale per conto di Sky. La miniserie ha esordito su Sky Atlantic nel Regno Unito il 5 marzo 2024. Starz l'ha distribuita negli Stati Uniti e in Canada dopo che AMC Networks ha abbandonato il progetto, dal 5 aprile 2024. In Italia è stata trasmessa su Sky Atlantic dal 7 aprile al 28 aprile 2024.

### Edizione italiana
La direzione del doppiaggio è a cura di Giuppy Izzo, su dialoghi di Fiamma Izzo e Silvia Bossi, per conto di Pumais Due.

## Accoglienza

### Critica
La miniserie ha ricevuto recensioni positive dalla critica. Rotten Tomatoes riporta il 95% delle recensioni professionali positive basato su 43 critiche. Il consenso critico del sito web indica: «Salace, irriverente e governata da Julianne Moore in ottima forma, Mary & George è una regale sorpresa per gli appassionati di intrighi di corte leggeri.» Metacritic, invece, ha assegnato un punteggio di 73 su 100 basato su 22 recensioni, indicando "recensioni generalmente favorevoli".

## Riconoscimenti
- 2024 – Premio Emmy[10]
  - Candidatura ai miglior costumi per una miniserie, serie antologica o film